# Когоут, Николай Николаевич
Никола́й Никола́евич Ко́гоут (печатался под псевдонимом Ког; (1 [13] сентября 1891 — 31 июля 1959) — советский график, один из основоположников героического плаката времен гражданской войны.

## Биография
С 1907 по 1913 год учился в Строгановском центральном художественно-промышленном училище.
В годы Гражданской войны работал в политических отделах Красной Армии (1918—1920).
С 1920 по 1925 год учился во ВХУТЕМАСе в Москве у Л. А. Бруни и Д. С. Моора. С 1922 по 1928 год являлся членом Ассоциации художников революционной России. С 1922 года участвовал в выставках.
Сотрудничал с журналами «Безбожник у станка», «Даёшь».
В 1944 году работал в «Окнах ТАСС».
Активно работал в Творческо-производственном объединении «Агитплакат» Союза художников СССР. Исполнял политические плакаты и сатирические рисунки для газет и журналов.
Урна с прахом захоронена в колумбарии Донского кладбища.